# Shireen Sapiro
Shireen Sapiro, née le 25 janvier 1991 à Krugersdorp, est une nageuse handisport sud-africaine.

## Carrière
En 2004, Shireen Sapiro, qui pratique la natation sportive, est grièvement blessée après un accident de ski nautique, et se retrouve paralysée de la jambe gauche ; elle s'engage alors dans la natation handisport.
Elle remporte la médaille d'or du 100 mètres dos S10 aux Jeux paralympiques d'été de 2008 à Pékin et la médaille de bronze de la même discipline aux Jeux paralympiques d'été de 2012 à Londres.
Elle obtient aussi aux Jeux africains de 2011 à Maputo les médailles d'argent du 100 mètres nage libre et 100 mètres dos en catégories S6-10,.